# 레지스탕스 (메이플스토리)

레지스탕스의 단체 일러스트

레지스탕스(Resistance)는 에델슈타인을 기점으로 하는 《메이플스토리》의 네 번째 직업군으로, 검은 마법사의 수하 집단인 블랙윙의 지배를 받고 있는 에델슈타인의 해방을 위해 싸우는 조직이다.

## 역사
2010년 여름, 레지스탕스의 출시가 발표되었으며 2010년 7월 22일 와일드헌터와 배틀메이지가 신직업으로 출시되었다. 또한, 이로부터 3주 뒤인 동년 8월 12일에는 메카닉이 신직업으로 출시되었다.
2011년 8월 4일에는 데몬슬레이어가 출시되었다. 이로 인해 메이플스토리는 전성기를 맞이하였으며 당시 최고 기록이었던 동시접속자 수 62만 6500여명을 기록하기도 했다. 2012년 12월 20일에는 데몬 직업군의 또 다른 형태인 데몬어벤져가 출시되었다.
2013년 1월 3일에는 도적+해적 하이브리드 캐릭터인 제논이 출시되었다.
2015년 12월 22일에는 레지스탕스 직업군의 전사 캐릭터인 블래스터가 출시되었다.

## 레지스탕스의 구성원

### 지휘부
- 지그문트
- 일렉스
- 헨리테
- 벨
- 체키

- 지그문트[a]

에델슈타인 병원 외과 의사이자, 레지스탕스의 총사령관.
- 일렉스

에델슈타인 병설 유치원의 교사. 전사 계열 직업인 ‘블래스터’의 전직을 담당한다.
- 헨리테[b]

마법사 계열 직업인 ‘배틀메이지’의 전직을 담당한다.
- 벨

에델슈타인의 치안을 담당하는 경찰. 궁수 계열 직업인 ‘와일드헌터’의 전직을 담당한다.
- 체키

해적 계열 직업인 ‘메카닉’의 전직을 담당한다.

### 기타 구성원
- 제논
- 데몬
- 슈멧

- 제논

겔리메르에 의해 제네로이드로 개조당한 인간.
- 데몬

마족 전사. 과거 검은 마법사의 군단장이었으나, 가족을 잃은 후 검은 마법사 군단을 떠났으며, 현재는 레지스탕스에 편입되어 연합전선을 취하고 있다.
- 슈멧[c]

메이플 연합과의 통신을 담당하는 기술자. 아케인 리버의 에스페라 스토리에서 처음 등장한다.

## 레지스탕스 직업의 종류
- 블래스터 (여)
- 블래스터 (남)
- 배틀메이지
- 와일드헌터
- 메카닉
- 제논
- 데몬슬레이어
- 데몬어벤져

- 블래스터 (Blaster)

전용 무기인 ‘건틀렛 리볼버’를 주 무기로 사용하는 전사.
- 배틀메이지 (Battle Mage)

스태프를 사용하며 적을 직접 타격하는 마법사.
- 와일드헌터 (Wild Hunter)

재규어를 타고 다니며 석궁을 사용하는 궁수.
- 메카닉 (Mechanic)

로봇을 타고 다니며 전투를 하는 해적.
- 제논 (Xenon)

겔리메르에 의해 제네로이드로 개조당한 인간. 전용 무기인 ‘에너지 소드’를 사용하는 도적·해적 혼합 직업으로, 하나의 스킬을 다양한 폼으로 구사할 수 있다.
- 데몬 (Demon)

- 데몬슬레이어 (Demon Slayer)

둔기와 도끼를 주 무기로 사용하는 전사. 데몬 포스를 사용하여 스킬을 사용한다. 약칭은 ‘데슬’.
- 데몬어벤져 (Demon Avenger)

전용 무기인 ‘데스페라도’를 사용하는 전사. 체력을 소모하여 스킬을 사용한다. 약칭은 ‘데벤’.

## 같이 보기
- 메이플스토리의 직업

### 내용주
1. ↑  미주·유럽·동남아에서는 클로딘(Claudine).
2. ↑  미주·유럽·동남아에서는 브라이턴(Brighton).
3. ↑  미주·유럽에서는 슈베르트(Shubert).

### 참고주
1. ↑  “클라이언트 1.2.105 릴리즈”. 《메이플스토리》. 2010년 7월 22일. 2024년 7월 28일에 확인함.
2. ↑  “클라이언트 1.2.108 릴리즈”. 《메이플스토리》. 2010년 8월 12일. 2024년 7월 28일에 확인함.
3. ↑  “메이플스토리 BIGBANG 미리보기 제2탄”. 《메이플스토리》. 2010년 8월 6일.
4. ↑  “클라이언트 1.2.138 릴리즈”. 《메이플스토리》. 2011년 8월 4일. 2024년 7월 28일에 확인함.
5. ↑  메이플스토리, `데몬슬레이어` 최고동접 62만 신기록[깨진 링크(과거 내용 찾기)]
6. ↑  “클라이언트 1.2.182 릴리즈”. 《메이플스토리》. 2012년 12월 20일. 2024년 7월 28일에 확인함.
7. ↑  박주우 (2012년 12월 20일). “넥슨 메이플스토리, 신규 캐릭터 ‘데몬어벤져’ 추가… “최강의 마족 전사 탄생””. 《경인일보》. 2024년 6월 28일에 확인함.
8. ↑  강병규 (2013년 1월 3일). “메이플스토리, 최초의 하이브리드 캐릭터 ‘제논’ 업데이트”. 《게임메카》. 2025년 3월 16일에 확인함.
9. ↑  “클라이언트 1.2.250 업데이트 안내”. 《메이플스토리》. 2015년 12월 22일. 2024년 7월 28일에 확인함.
10. ↑  심정선 (2015년 12월 22일). “[이슈] 메이플, 신규 직업 ‘블래스터’ 등장…화끈한 ‘한방’”. 《데일리e스포츠》. 2024년 7월 5일에 확인함.
11. ↑  “메이플스토리 - 블래스터”. 2024년 7월 5일에 확인함.
12. ↑  “메이플스토리 - 배틀메이지”. 2024년 7월 5일에 확인함.
13. ↑  “메이플스토리 - 와일드헌터”. 2024년 7월 5일에 확인함.
14. ↑  “메이플스토리 - 메카닉”. 2024년 7월 5일에 확인함.
15. ↑  “메이플스토리 - 제논”.
16. ↑  “메이플스토리 - 데몬슬레이어”.
17. ↑  “메이플스토리 - 데몬어벤져”.